# کاکوهستان
کاکوهستان، روستایی از توابع بخش رودبار شهرستان شهرستان قزوین در استان قزوین ایران است.زبان مردم کاکوهستان لکی وکردی است و مردم این روستا شیعه هستند.شغل مردم این روستا کشاورزی،دامپروری،باغداری و زنبورداری می باشد.روستا دارای دو قشلاق به نام های  الندر و کرپی و دارای چهار ییلاق به نام های گریوه،سرده خانی،خراس و فشام است.
کاکوهستان، روستایی از توابع بخش رودبار شهرستان شهرستان قزوین در استان قزوین ایران است.از قزوین تا این روستا ، ۴۲ کیلومتر راه است که آن را میتوان در یک ساعت و ۱۵ دقیقه پیمود . بخش هایی از این راه ، خاکی است . پس از گذر از دو قهوه خانه و در جایی که راه ، سرازیری میشود به یک سه راهی میرسیم که باید به سمت چپ برویم . روستای کاکوهستان با تابلو بر این سه راهی ، مشخص شده است . روستا کاکوهستان درسال ۱۳۶۹ دوباره احداث شد. در سال ۱۳۶۷ زلزله باعث بروز خرابی های شدیدی شد که عملا باعث چادرنشینی اهالی روستا به مدت ۲ سال گردید و به همین دلیل روستا را از پایین دست به بالا دست روستا انتقال دادند. نام روستا ، کوتاه شده ی کاه و کوهستان است .  دوم ، این که نام اینجا ، دگرگون شده ی کیکاووسستان بوده است .سوم هم این که دو برادر که اهل شیراز بوده اند از سبزوار به این منطقه آمده و اقدام به ساخت این روستا میکنند و چون برادر در لهجه ی شیرازی ، کاکو هست ، این جا را بدین نام میخوانند ..روستا ، دارای 1 مدرسه ، یک مسجد ، خانه ی بهداشت ، برق ، آب آشامیدنی از چشمه ی بالادست و چند دستگاه انرژی خورشیدی است .اهالی روستا ، کُرد هستند .
اطلاعات کلی روستا
جمعیت روستا: در سال ۱۳۸۵، جمعیت آن ۲۵۹ نفر (۵۱خانوار) / در سال ۱۳۹۵ جمعیت ۳۱۳ نفر (70 خانوار) /  طبق اخرین اطلاعاتی که دهیار منطقه در اختیار قرار داده در حال حاضر به (88خانوار) رسیده است.
اقلیم روستا:
اقیلم منطقه کاکوهستان سرد و کوهستانی است تابستان های خنک و زمستان های سرد.
شغل اهالی روستا:
شغل مردم این روستا کشاورزی ،دامپروری ، باغداری و زنبورداری می باشد
محل قرارگیری سایت:
این روستا در نزدیکی کوهپایه ها بنا شده است. جهت قرار گیری بناها در روستا در دامنه جنوبی ( شیب های مثبت ) کوهپایه می باشد،که با این  نوع قرارگیری و امتداد ساختمان ها در محور شرق و غرب ،کمترین سطح در مقابل بادهای نامطلوبی قرار می گیرد که اغلب از شمال غرب می وزد.
```
 در این روستا تمامی بناها یک طبقه بود و روی یک سکو ساخته شده اند تا از رطوبت و سرمای زمین در امان باشند .
```

سقف های مسطح.
ابعاد پنجره ها کوچک و کم 
اکثریت داری تراس
از کمترین بازشو استفاده شده است
ارتفاع اتاق ها کم و تو در تو میباشد.
به دلیل سرمای بسیار زیاد در بخش عمده ای از سال  که در این نواحی وجود دارد روستایی در این اقلیم متراکم و فشرده است تا تبادل حرارتی فضاهای بیرون و درون به کمترین میزان خود برسد.